# Плутанина через фотографії
Плутанина через фотографії (англ. Fatty's Tintype Tangle) — американська короткометражна кінокомедія Роско Арбакла 1915 року.

## Сюжет
Фотограф, вирішивши заробити, зняв Фатті з випадковою жінкою в парку, прийнявши їх за закоханих. Цю фотографію побачила мати його дружини, але це тільки початок скандалу...

## У ролях
- Роско ’Товстун’ Арбакл — Фатті
- Норма Ніколс — дружина Фатті
- Едгар Кеннеді — Едгар
- Луїза Фазенда — дружина Едгара
- Мей Веллс — теща Фатті
- Джозеф Суікерд — фотограф
- Френк Гейз — шериф
- Джо Бордо — поліцейський
- Глен Кавендер — чоловік в готелі
- Люк Дог — пес
- Тед Едвардс — поліцейський
- Чарльз Лейкін — поліцейський